# Ehrenfriedersdorf
Ehrenfriedersdorf er en by som efter Kreisreformen i 2008 er en del af Erzgebirgskreis i den tyske delstat Sachsen. Førhen var den en del af den daværende Landkreis Annaberg. Gennem byen går Sølvvejen (Silberstraße).
Ehrenfriedersdorf ligger i en sidedal til den lille flod Wilisch i en højde af ca. 600 m. Mod vest ligger højdedraget Greifensteine og mod øst Sauberg og Kalte Muff med Franzenshöhe på 703 m.

## Nabokommuner
Følgende kommuner grænser til Ehrenfriedersdorf (med uret, begyndende i nord): Thum, Drebach, Thermalbad Wiesenbad, Tannenberg, Geyer og Hormersdorf.

## Museer
På Sauberg ligger en tidligere tinmine, som nu er indrettet som besøgsmine, som fortæller om udvindingen og driften frem til produktionen blev nedlagt i 1990, og hvor der også er et mineralogisk museum.

## Weblinks
- Offizielle Präsenz der Stadtverwaltung Arkiveret 29. marts 2008 hos  Wayback Machine
- Besøgsminen Ehrenfriedersdorf Arkiveret 3. maj 2008 hos  Wayback Machine